# Mont Chétif
Le mont Chétif est un sommet dans le haut Valdigne, en Vallée d'Aoste, sur la commune de Courmayeur.
Du sommet on a une vision globale des villages de Courmayeur et de Pré-Saint-Didier, ainsi que du versant italien du mont Blanc.
Sur le sommet se trouve une statue de la Sainte-Vierge, bénie personnellement par le pape Jean-Paul II.

## Accès
L'accès peut se faire à travers plusieurs sentiers au départ du Plan Chécrouit et du Pré-de-Pascal, ou bien par une via ferrata au départ près de Courba-Dzeleuna.

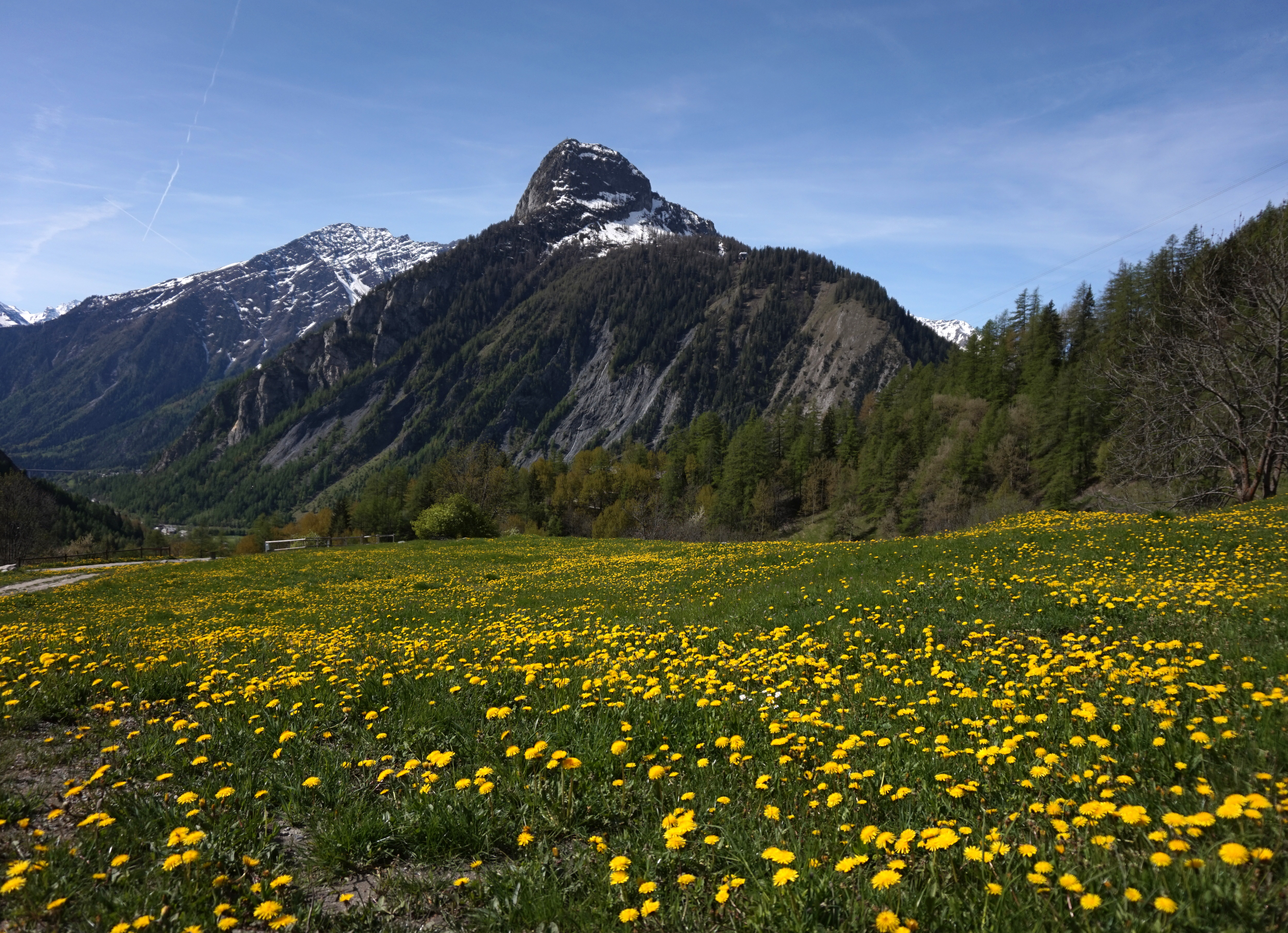
Le mont Chétif vu depuis les hauteurs d'Entrèves à l'entrée du val Ferret au nord-nord-est.

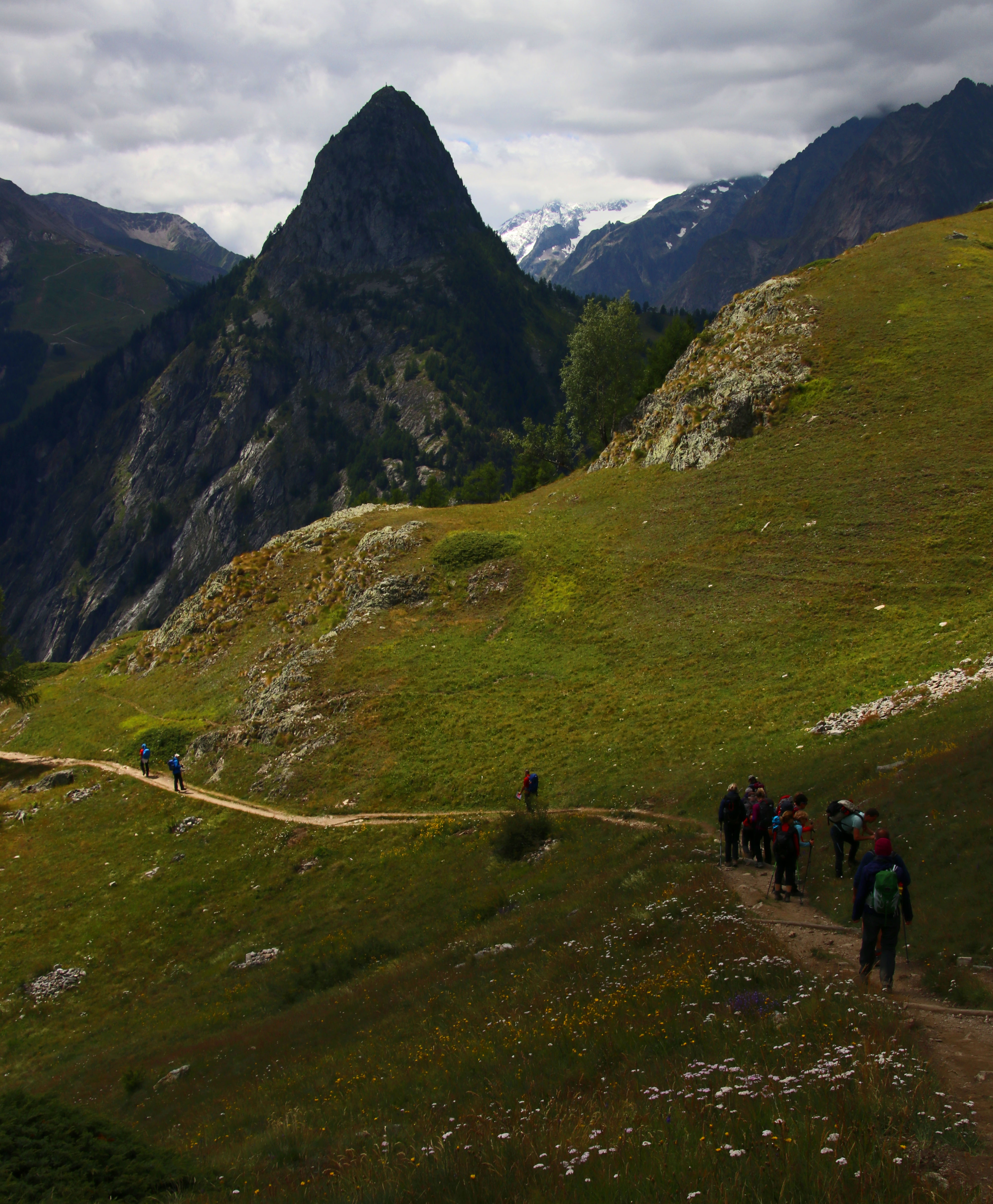
Vue du mont Chétif de profil depuis le refuge Bertone à l'est-nord-est.